# Route nationale 23a (Madagaskar)
Die Route nationale 23a (RN 23a) ist eine 70 km lange Nationalstraße in der Provinz Alaotra-Mangoro im Zentrum von Madagaskar südöstlich der Hauptstadt Antananarivo. Sie zweigt in Moramanga von der RN 2 ab und führt in südlicher Richtung nach Anosibe an'ala.